# Iztapalapa
Koordinaten: 19° 20′ 47″ N, 99° 3′ 19″ W

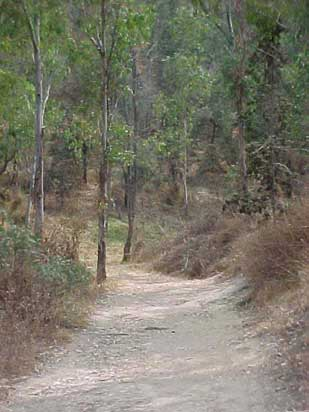
Weg auf dem Cerro de la Estrella

Iztapalapa ist einer von 16 Bezirken (demarcaciones territoriales) von Mexiko-Stadt und befindet sich im zentralen Osten der mexikanischen Hauptstadt. Der Bezirk grenzt im Norden an Iztacalco, im Westen an Benito Juárez, Coyoacán und Xochimilco (von Nord nach Süd), im Süden an Tláhuac und im Osten an den Bundesstaat México.

## Geschichte
Der Bezirk entstand 1928, als Mexiko-Stadt erstmals in Delegaciones aufgeteilt wurde. Sein Name wurde von der gleichnamigen Gemeinde übernommen, die bereits von den Azteken besiedelt war und in der Sprache der Nahuatl so viel wie Im Uferwasser bedeutet; eine Anspielung auf seine einstige Lage am südlichen Rand des Texcoco-Sees, die gelegentlich Teilüberschwemmungen zur Folge hatte.

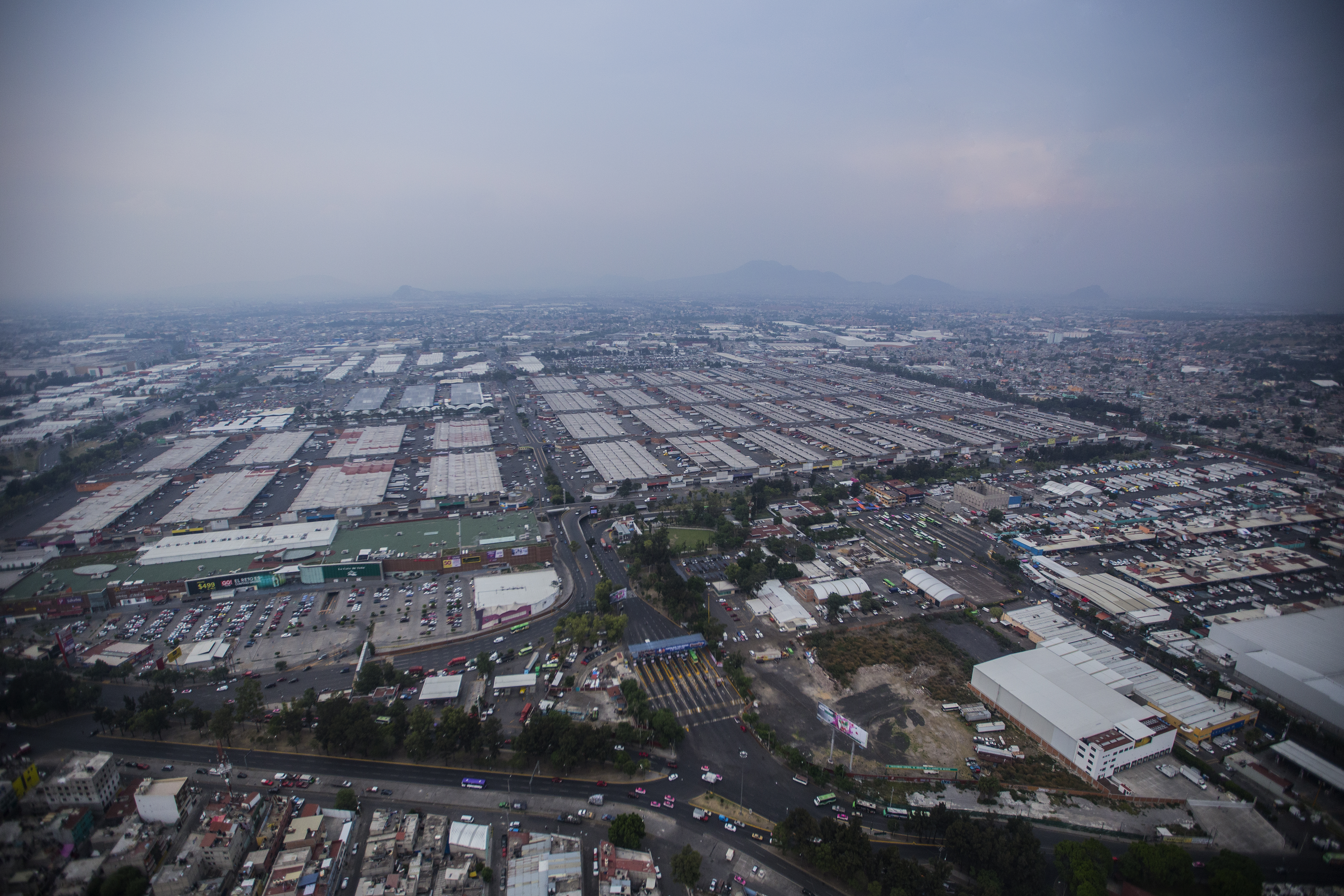
Luftaufnahme Central de Abasto (2017)

In der vorspanischen Zeit diente der Ort als Produzent und Lieferant landwirtschaftlicher Produkte für Tenochtitlan, später verband er über den Canal de la Viga die Hauptstadt mit den Gärten von Xochimilco. Mit dem Central de Abasto befindet sich hier der größte Lebensmittelmarkt des Landes.
Seit September 2019 ist Iztapalapa Sitz des gleichnamigen römisch-katholischen Bistums.

## Probleme
Zu den Hauptattraktionen des Bezirks am Fuße des Cerro de la Estrella gehört ein Besuch des gleichnamigen Nationalparks, der allerdings Anfang 2013 durch den Fund von vier Leichen in Verruf geraten ist. Die vier Menschen waren von einer Horde verwilderter Hunde zu Tode gebissen worden, die anscheinend in Höhlen und Felsspalten lebten. Nach dem Vorfall riet Mexikos Polizeichef Jesús Rodríguez Almeida der Bevölkerung, den Cerro de la Estrella bis auf Weiteres nicht zu besuchen.
Doch die verwilderten Hunde sind nicht das einzige Problem, mit dem Iztapalapa zu kämpfen hat. Der Bezirk gilt nämlich als besonders kriminell. Es findet nicht nur ein permanenter Handel von Drogen und gestohlenen Autoteilen statt, sondern Iztapalapa verzeichnet auch die höchste Vergewaltigungs- und Mordrate von Mexiko-Stadt. Zwischen 2008 und 2010 gab es 470 Ermordungen, was einer Quote von rund 20 % aller in der mexikanischen Hauptstadt begangenen Morde entspricht.
Die Wasserversorgung ist in einigen Gebieten des Bezirks  unzureichend.